# 钟灵水库
钟灵水库是中国重庆市秀山土家族苗族自治县境内的一座水库，位于沅江小支流梅江上，建于1980年。水库正常库容为2653万立方米，集雨面积为93平方千米，海拔为371.1米。